# Toxonprucha pardalis
Toxonprucha pardalis là một loài bướm đêm trong họ Erebidae.